# Олівер Кюлінгтон
Олівер Кюлінгтон (швед. Oliver Kylington; 19 травня 1997, м. Стокгольм, Швеція) — шведський хокеїст, захисник. Виступає за «Фер'єстад» (Карлстад) у Шведській хокейній лізі.
Вихованець хокейної школи ХК «Фер'єстад». Виступав за «Фер'єстад» (Карлстад), АІК (Стокгольм).
В чемпіонатах Швеції — 50 матчів (4+7), у плей-оф — 12 матчі (0+2).
У складі юніорської збірної Швеції учасник чемпіонату світу 2015.